# Lin Yue (Wasserspringer)
Lin Yue, chinesisch 林 跃, Pinyin Lín Yuè (* 24. Juli 1991 in Chaozhou, Guangdong) ist ein chinesischer Wasserspringer.
Lin gehört seit 2005 zur Weltspitze im Turmspringen. Bei der Weltmeisterschaft 2007 in Melbourne gewann der Pekinger mit seinem Partner Huo Liang die Goldmedaille im Synchronspringen vom Turm. Im Einzel gewann er zudem Bronze. Im Rahmen der Grand-Prix-Serie gewann er bislang über 20 Springen, darunter auch zahlreiche Einzelwettbewerbe. In der World Series gewann er vier Veranstaltungen – davon ein Einzelspringen – wurde dreimal Zweiter und einmal Dritter. Seinen größten Erfolg feierte er mit seinem Partner Huo Liang mit dem überlegenen Gewinn der Goldmedaille im Turm-Synchronspringen bei den Olympischen Sommerspielen 2008 im heimischen Peking. Bei den folgenden Weltmeisterschaften in Rom im Juli 2009 siegten beide ebenso in der Turmsprung-Konkurrenz.
Bei den Olympischen Sommerspielen 2016 in Rio de Janeiro gelang es Lin seinen Olympiasieg im Synchronspringen vom Turm mit Chen Aisen zu wiederholen.